# Maciej Konacki
Maciej Konacki (Toruń, Polònia, 6 novembre 1972) és un astrofísic polonès que treballa en el camp de la recerca i caracterització de planetes extrasolars, dels quals n'ha descobert tres.
Konacki es graduà en astronomia el 1996 a la Universitat Nicolau Copèrnic de Toruń i s'hi doctorà el 2000. Entre 2000 i 2005 amplià estudis de ciència planetària a l'Institut Tecnològic de Califòrnia. Des del 2005 ha ocupat diferents llocs de professor d'astronomia al centre Astronòmic Nicolau Copèrnic de l'Acadèmia de Ciències Polonesa.
El 2003 descobrí l'exoplaneta OGLE-TR-56 b, el 2004 el OGLE-TR-113 b i el 2005 el OGLE-TR-10 b.